# Finis Terræ (1929)
Finis Terræ ist ein französisches Stummfilmdrama von Jean Epstein aus dem Jahr 1929.

## Inhalt
Vier Seetangfischer leben für drei Monate, in denen das Fischen möglich ist, auf der kleinen Insel Bannec vor der bretonischen Küste (in Sichtweite der bekannteren Insel Ouessant). Die Jungen Ambroise und Jean-Marie sind befreundet. Als Jean-Marie mit Ambroise seine letzte Flasche Wein teilen will, zerbricht die Flasche wegen einer Unachtsamkeit Ambroises. Als Jean-Marie Ambroise zudem beschuldigt, sein Messer gestohlen zu haben, meiden sich beide Jungen, die jeweils mit einem älteren Fischer ein Team beim Fischen bilden.
Beim Zerbrechen der Flasche hat sich Ambroise an einer Glasscherbe am Daumen geschnitten. Er geht trotzdem seiner Arbeit nach und legt den gefischten Seetang aus und verbrennt ihn – die mit guter Technik gewonnene Tang-Asche kann beim Verkauf viel Geld einbringen. Am nächsten Tag hat Ambroise kaum mehr Kraft zum Fischen, was sein Kollege als Faulheit ansieht. Als Ambroise in der nächsten Zeit immer mehr Ruhepausen einlegt und schließlich am Strand scheinbar schläft, arbeitet sein Kollege lieber mit Jean-Maries Team zusammen. Ambroise bemerkt dies zwischen Phasen des Schwindels und kündigt ihm daher die Zusammenarbeit. Er zieht sich vollends zurück und so bemerken die anderen auch nicht, dass es ihm immer schlechter geht. Ambroise bricht schließlich am Strand zusammen. Die anderen drei Fischer haben unterdessen ebenfalls Probleme: Da es tagelang keinen Regen gab, ist ihr Trinkwasservorrat fast aufgebraucht.
Auf der Insel Ouessant sind die Einwohner unterdessen in Sorge, da sie bereits seit längerer Zeit keinen Rauch mehr auf Bannec gesehen haben, dort also offensichtlich nicht mehr gearbeitet wird. Selbst die verfeindeten Nachbarinnen, die Mütter von Ambroise und Jean-Marie, finden über ihre Sorge zu gegenseitiger Unterstützung. Als auch der Arzt der Insel, Lesenn, vom Phare du Créac’h nichts erkennen kann, entschließt er sich, mit drei weiteren Männern per Boot nach Bannec zu rudern. Dies ist nicht ungefährlich, da Windstille herrscht und sich gleichzeitig zwischen Ouessant und Bannec die Passage du Fromveur, ein gefährlicher Gezeitenstrom, befindet.
Während die Männer ihren Aufbruch planen, haben die drei Fischer auf der Insel Ambroise gefunden und in seine Hütte gelegt. Jean-Marie findet sein Messer am Strand wieder und weiß nun, dass er Ambroise Unrecht getan hat. Da die beiden anderen Fischer kein Interesse haben, sich bei Windstille bei einer Überfahrt nach Ouessant in Lebensgefahr zu bringen, beginnt Jean-Marie mit dem fiebernden Ambroise allein die Überfahrt per Ruderboot. Bevor er in starkem Nebel vollkommen entkräftet aufgeben muss, erkennt er das Ruderboot von Ouessant, in dem Arzt Lesenn sitzt. Der operiert Ambroise noch auf dem Schiff, bevor alle sechs Männer nach Ouessant zurückkehren. Jean-Marie trifft hier seine Freundin wieder und wacht anschließend am Bett von Ambroise, dem er ein Glas Wein einflößt. Lesenn ruht sich kurz im Hause von Ambroises Mutter aus, bevor er sich zum nächsten Patienten begibt.

## Produktion
Finis Terræ ist der erste Film einer Trilogie, in der sich Epstein mit dem Leben an der bretonischen Küste beschäftigte. Es folgten 1931 Mor vran und 1932 L’Or des mers. Für den Dreh von Finis Terræ arbeitete er ausschließlich mit Einwohnern von Ouessant zusammen, „da Epsteins Ansicht nach professionelle Schauspieler nicht Seite an Seite mit dem brutal-authentischen Ozean spielen können“. Gedreht wurde der Film auf Ouessant und Bannec. Einer der Drehorte war der Leuchtturm Phare du Créac’h.
Die deutsche Erstaufführung von Finis Terræ fand am 21. September 2007 auf dem Sender arte statt.

## Kritik
Cinema meinte, dass „Stummfilmmeister Jean Epstein, bekannter für expressionistische Arbeiten wie die Edgar-Allan-Poe-Verfilmung Der Untergang des Hauses Usher, mit seinem maritimen Abenteuerdrama gekonnt die raue Schönheit der bretonischen Küste ein[fing].“
Das Lexikon des internationalen Films bezeichnete Finis Terrae als „hochdramatisches Spielfilm-Experiment an der Grenze zum Dokumentarischen, in dem eine extreme Natur ihre poetische Umformung erfährt. Der Regisseur setzte die Bewohner des Fischerdorfs ein, die dem Film seine Authentizität verleihen und ihn dem Rhythmus des Lebens und des Meeres anpassen. Ein Film in der Tradition von Epsteins Das Gold des Meeres 1932.“